# Famille von Anrep
 (août 2024).
Si vous disposez d'ouvrages ou d'articles de référence ou si vous connaissez des sites web de qualité traitant du thème abordé ici, merci de compléter l'article en donnant les références utiles à sa vérifiabilité et en les liant à la section « Notes et références ».

Armoiries de la famille von Anrep

La famille von Anrep est une famille de la noblesse allemande, originaire d'Anreppen, au bord de la Lippe en Westphalie qui s'installa en Livonie à la suite des chevaliers teutoniques au XVe siècle. La contrée étant devenue suédoise en 1626, la famille est inscrite dans les registres de la noblesse suédoise à la riddarhuset en 1635. German von Anrep est feldmarschall de l'armée suédoise au XVIe siècle, et certains membres de la famille servent plus tard la couronne de France et les terres de Prusse. Une branche de la famille finit par s'installer en Suède, où elle subsiste toujours.
Le capitaine Frederick Wilhelm Ier von Anrep combat du côté des Suédois pendant la Grande Guerre du Nord et il est fait prisonnier par les Russes à Moscou, vers 1710. La famille se met ensuite au service de l'Empire russe tout en conservant la religion luthérienne.

## Personnalités
- Adolf Heinrich von Anrep (1717-1765), Landmarschall de Livonie, c'est-à-dire président de l'assemblée de la noblesse du gouvernement de Livonie à Riga. Issu de la branche d'Assik.
- Heinrich Reinhold von Anrep (1760-1807), russifié en Roman Karlovitch von Anrep, général de cavalerie de l'armée impériale russe, pendant les guerres napoléoniennes, tué à la bataille de Mohrungen. Issu de la branche de Kerstenhof
- Roman von Anrep (mort en 1830), fils du précédent, russifié en Roman Romanovitch von Anrep colonel, puis major-général. Il commandait un régiment de uhlans dans le Caucase, pendant la guerre russo-turque de 1828-1829 et était un proche du comte Paskievitch qui détenait le haut commandement. Alexandre Pouchkine décrit cette campagne dans son Voyage à Arzroum et mentionne Roman von Anrep. Il évoque sa mort, noyé dans un marécage, dans une lettre à  sa femme. La raison de l'attention du poète à sa mort, outre les circonstances, est probablement qu'ils courtisèrent la même jeune fille, Annette Woolf, en 1826. Issu de la branche de Kerstenhof
- Joseph Carl von Anrep (1796-1860), russifié en Iossif Romanovitch von Anrep, frère du précédent, colonel de l'armée impériale russe et promu général peu avant sa mort. Il est titré comte de l'Empire par oukaze de Nicolas Ier en 1853, sous le nom de comte von Anrep-Elmpt, afin de transmettre le titre du père de son épouse, le comte von Elmpt. Issu de la branche de Kerstenhof
- Reinhold von Anrep-Elmpt (1834-1888), russifié en Roman Iossifovitch von Anrep-Elmpt, fils du précédent et explorateur. Il publia de nombreux récits de voyages entrepris sur les cinq continents. Issu de la branche de Kerstenhof
- Vassili von Anrep (1852-1927), professeur de médecine criminalistique. Ses deux fils portaient les noms de baptêmes des protecteurs de la Russie, Boris et Gleb. Issu de la branche d'Assik
- Boris Anrep (né Boris Vassilievitch von Anrep 1883-1969), fils du précédent, peintre et mosaïste en Grande-Bretagne. Issu de la branche d'Assik
- Gleb Anrep (né Gleb Vassilievitch von Anrep 1889-1955), frère du précédent, disciple de Pavlov, membre de la Royal Society à partir de 1928, professeur de l'Université de Cambridge et de l'Université du Caire. Issu de la branche d'Assik

## Domaines
- Manoir d'Assik (aujourd'hui à Ala)

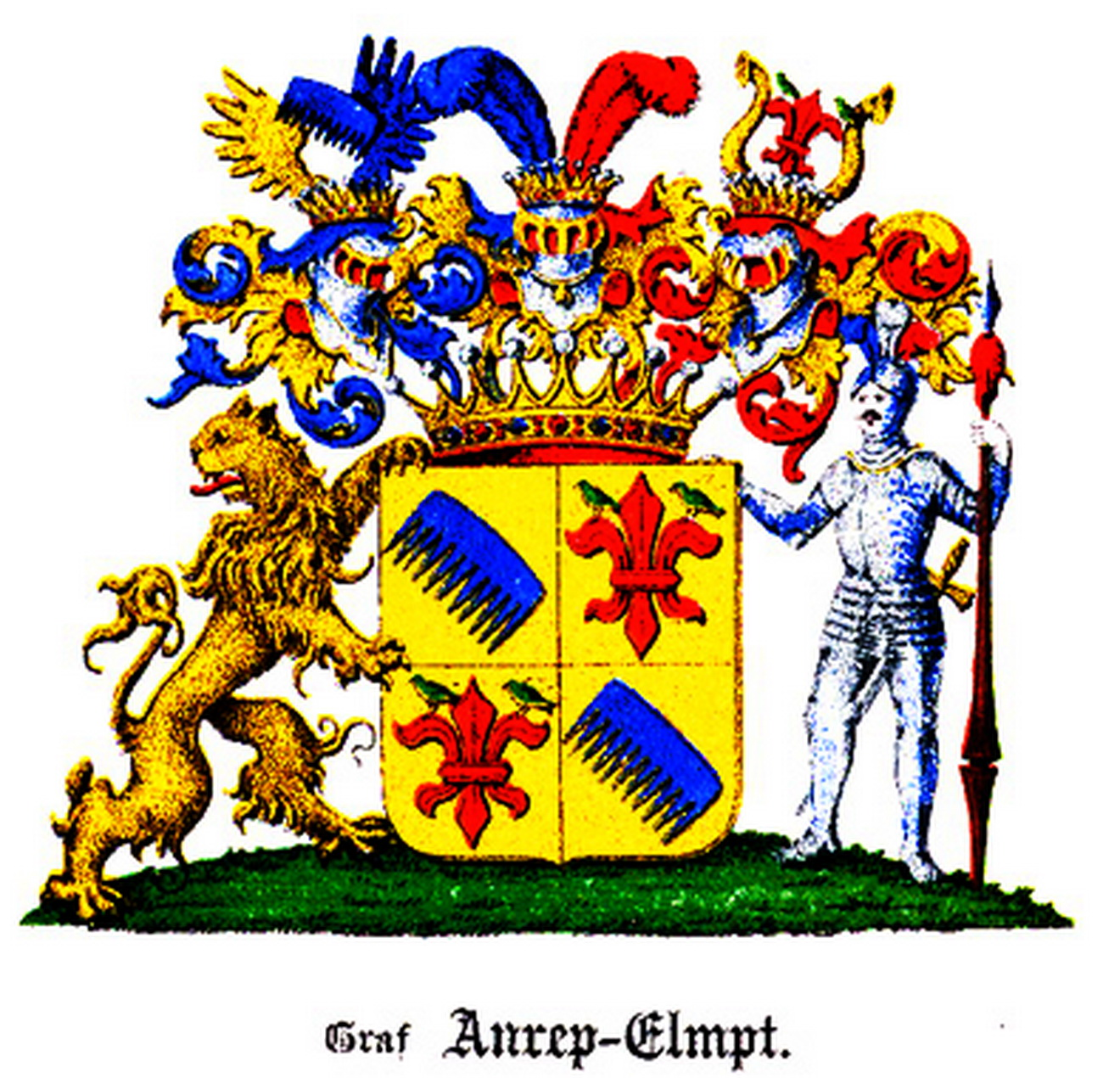
Armoiries des comtes von Anrep-Elmpt

- Manoir de Kerstenhof (aujourd'hui à Kärstna)

## Pour approfondir